# Melanzane a barchetta
Le melanzane a barchetta sono un piatto tipico della cucina campana.

## Preparazione
Si preparano tagliando a metà le melanzane, scavandone la parte centrale e riempiendola con un ripieno che può essere diverso nelle molte varianti, ma che in genere è fatto da:
- La parte interna delle melanzane, tagliata a cubetti e soffritta:

### Ingredienti
- Pan grattato
- Formaggio e/o fiordilatte
- Acciughe sotto sale
- Pomodorino
- Olive
- Capperi

Il tutto viene cotto al forno o in padella, parzialmente coperto da un coperchio.